# سیمین‌ماهی باله‌دراز
سیمین‌ماهی باله‌دراز (نام علمی: Spirinchus thaleichthys) نام یک گونه از سرده سیمین‌درازباله‌ها است.